# 洛蒙
洛蒙（法語：Lomont，法語發音：[lɔmɔ̃]）是法国上索恩省的一个市镇，属于吕尔区。

## 地理
洛蒙（47°37'27"N, 6°36'50"E）面积11.35 平方千米，位于法国勃艮第-弗朗什-孔泰大區上索恩省，该省份为法国东部内陆省份，北起顺时针与孚日省、贝尔福地区省、杜省、汝拉省、科多尔省和上马恩省接壤。
与洛蒙接壤的市镇（或旧市镇、城区）包括：马尼若贝尔、贝尔韦讷、克莱尔古特、库尔蒙、费蒙、弗雷德里克方丹、莫方和瓦什雷斯。
洛蒙的时区为UTC+01:00、UTC+02:00（夏令时）。

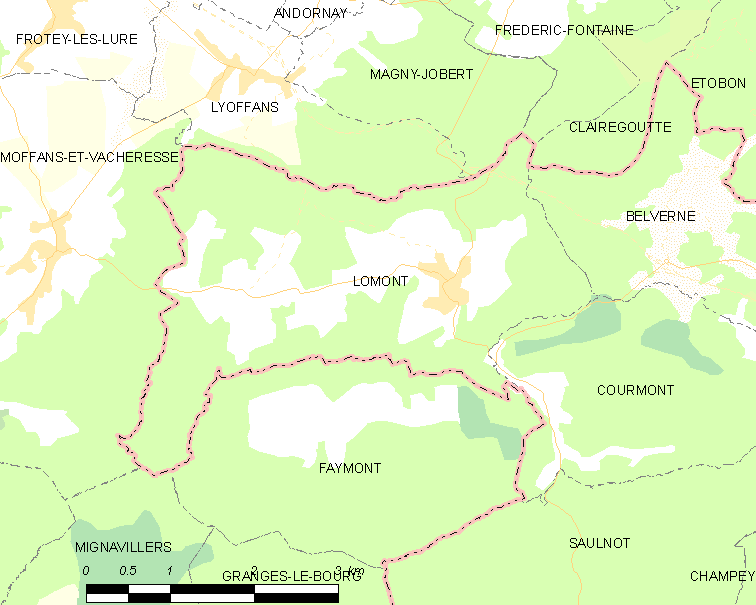
洛蒙的OSM定位图

## 行政
洛蒙的邮政编码为70200，INSEE市镇编码为70306。

## 政治
洛蒙所属的省级选区为吕尔第二县。

## 人口

1962-2008年间洛蒙人口变化图示

洛蒙于2022年1月1日时的人口数量为479人。